# Corrección de pitch
Se utiliza la corrección de pitch en un programa cuando se necesita corregir una nota mal realizada y se la quiere llevar a la que es correcta.
Más frecuentemente se utiliza en las voces, cuando un cantante canta fuera de pitch, entran estos programas correctores.
Un ejemplo muy conocido de estos programas es el Auto-Tune, que indica en qué notas está cantada cierta canción, y sobre la base de la escala y nota que tiene el tema, se procede a las correcciones.
- Datos: Q1033528